# François Dubourdeau
François Dubourdeau est un footballeur français né le 4 décembre 1980 à Angoulême. Il était gardien de but.

## Biographie
François Dubourdeau a joué 45 matchs en Premier League écossaise.
Depuis 2008, il est entraîneur des gardiens au Carson-Newman College à Jefferson City dans le Tennessee.

## Carrière
- 1998-1999 : AS Angoulême-Charente 92
- 1999-2001 : Girondins de Bordeaux
- 2001-2003 : Motherwell Football Club
- 2003- mars 2005 : Kilmarnock Football Club
- mars 2005- août 2005 : Dundee Football Club
- 2005-2006 : Forfar Athletic Football Club
- mai 2006- juillet 2006 : stage UNFP
- juillet 2006- nov. 2006 : Accrington Stanley Football Club
- nov. 2006- déc. 2006 : Southport Football Club
- 2007 : Cincinnati Kings
- 2007-2008 : AS Cozes [3]